# Dicranella densa
Dicranella densa är en bladmossart som beskrevs av Mitten 1869. Dicranella densa ingår i släktet jordmossor, och familjen Dicranaceae. Inga underarter finns listade i Catalogue of Life.